# 春子の部屋〜あまちゃん 80's HITS〜
『春子の部屋〜あまちゃん 80's HITS〜』（はるこのへや あまちゃん エイティズ ヒッツ）は、2013年8月28日にビクターエンタテインメント、並びにソニー・ミュージックダイレクト（現：ソニー・ミュージックレーベルズ）が発売した、1980年代の楽曲を中心に集めたコンピレーション・アルバム。

## 解説
アルバムタイトルに登場する『春子』とは、2013年上半期放送のNHK連続テレビ小説『あまちゃん』の主人公・天野アキ（演・能年玲奈）の母親・天野春子（演・小泉今日子）のことで、春子がアイドルになることを夢見ていた1980年代当時に、春子が高校時代までを過ごした部屋にあった「赤いラジカセから流れていた数々の名曲たち」というコンセプトを基に、『あまちゃん』の脚本を担当した宮藤官九郎の監修・選曲によるコンピレーション・アルバムとなっている。
ドラマ内でBGMとして放送された楽曲が中心になっているが、「あくまでもドラマに登場する若き日の春子（有村架純）が高校時代を過ごした“部屋”ということに重点を置いた作品となるように」との観点から、改めて宮藤による選曲が行われ、ビクター編には『あまちゃん』に出演する小泉今日子や薬師丸ひろ子の持ち歌が、ソニーミュージック編には松田聖子「風立ちぬ」や国生さゆり with おニャン子クラブ「バレンタイン・キッス」などがそれぞれオリジナル音源のまま収録されている。
ビクター編、およびソニーミュージック編にかかわらず、大友良英による劇中曲「春子の部屋」「春子の夢」も収録され（共に初音源化）、宮藤官九郎による全曲ライナーノーツがブックレットに掲載される。ジャケットのデザインはビクター編、ソニー・ミュージック編とも共通のイメージながら1980年代を強く意識した作りとなっており、表面は若き日の春子を演じる有村架純のセーラー服姿でポーズは両者で異なり、左下にはビクターはニッパーのイラスト入り「Victor」CIの意匠、ソニー・ミュージック編は旧CBS・ソニー時代のCI（ウォーキング・アイ）をほぼ継承したソニー・ミュージックダイレクトの現行レーベルの意匠と1980年代の両者のロゴ、裏面にはビクター編は日本ビクター（現：JVCケンウッド）の初代「DYNAREC DA3 60」（かつて日本コロムビアから発売されていた2代目「DENON DX3」のOEM）、ソニーミュージック編はソニー（現：ソニーグループ）の初代「AHF 60」と、80年代当時に両社の親会社が発売していたコンパクトカセットの意匠が採用されている。コンパクトカセットは共に2013年時点で販売終了しており、両社のアーカイブを用いて撮影されたが用いられている。

## チャート成績
オリコン週間チャート最高順位は、ビクター編が10位で初回売上数約0.9万枚（9199枚）、ソニーミュージック編が12位で約0.7万枚（7300枚）。2013年9月27日現在の推定累積売上数は、ビクター編が約1.5万枚（1万4766枚）、ソニーミュージック編が約1.1万枚（1万1039枚）となった。

## 収録曲

### ビクター編
1. 春子の部屋 (instrumental) 
作曲：大友良英
2. セーラー服と機関銃 / 薬師丸ひろ子
作詞：来生えつこ、作曲：来生たかお、編曲：星勝
3. 時をかける少女 / 原田知世
作詞・作曲：松任谷由実、編曲：松任谷正隆
4. 卒業 / 斉藤由貴
作詞：松本隆、作曲：筒美京平、編曲：武部聡志
5. 銀河鉄道999 / ゴダイゴ
作詞：奈良橋陽子・山川啓介、作曲：タケカワユキヒデ、編曲：ミッキー吉野
6. 君に、胸キュン。(浮気なヴァカンス) / YMO
作詞：松本隆、作曲：細野晴臣・坂本龍一・高橋幸宏、編曲：YMO
7. ハイスクールララバイ / イモ欽トリオ
作詞：松本隆、作曲・編曲：細野晴臣
8. い・け・な・い ルージュマジック / 忌野清志郎+坂本龍一
作詞・作曲・編曲：忌野清志郎+坂本龍一
9. まっ赤な女の子 / 小泉今日子
作詞：康珍化、作曲：筒美京平、編曲：佐久間正英
10. 飾りじゃないのよ涙は / 中森明菜
作詞・作曲：井上陽水、編曲：萩田光雄
11. TVの国からキラキラ / 松本伊代
作詞：糸井重里、作曲：筒美京平、編曲：鷺巣詩郎
12. 青いスタスィオン / 河合その子
作詞：秋元康、作曲・編曲：後藤次利
13. 涙のリクエスト / チェッカーズ
作詞：売野雅勇、作曲・編曲：芹澤廣明
14. モニカ / 吉川晃司
作詞：三浦徳子、作曲：NOBODY、編曲：大村雅朗
15. こっちをお向きよソフィア / 山下久美子
作詞：康珍化、作曲・編曲：大沢誉志幸
16. 炎の聖書 (バイブル) / クラッシュギャルズ
作詞：森雪之丞、作曲：後藤次利、編曲：松下誠
17. 不思議 Tokyo シンデレラ / セイントフォー
作詞：森雪之丞、作曲：加瀬邦彦、編曲：船山基紀
18. Forever -ギンガム・チェック Story- / 少女隊
作詞：Eilleen、作曲：都倉俊一、編曲：John D'andrea・David Wheatly
19. チェック・ポイント / 藤井一子
作詞：来生えつこ、作曲：筒美京平、編曲：新川博
20. 六本木純情派 / 荻野目洋子
作詞：売野雅勇、作曲：吉実明弘、編曲：新川博
21. 春子の夢 (instrumental) / 大友良英
作曲：大友良英

### ソニーミュージック編
1. 春子の部屋 (instrumental) / 大友良英
作曲：大友良英
2. 風立ちぬ / 松田聖子
作詞：松本隆、作曲：大瀧詠一、編曲：多羅尾伴内
3. 初恋 / 村下孝蔵
作詞・作曲：村下孝蔵、編曲：水谷公生、コーラスアレンジ：町支寛二
4. 魅せられて / ジュディ・オング
作詞：阿木燿子、作曲・編曲：筒美京平
5. 情熱☆熱風☽せれなーで / 近藤真彦
作詞：伊達歩、作曲：筒美京平、編曲：大谷和夫
6. すみれ September Love / 一風堂
作詞：竜真知子、作曲・編曲：土屋昌巳
7. LOVE、かくし色 / 森山達也
作詞：麻生圭子、作曲：森山達也、編曲：土屋昌巳
8. DJ in My Life / シブがき隊
作詞・作曲：Joey Carbone、日本語詞：売野雅勇、編曲：後藤次利
9. ぶりっこRock'n Roll / 紅麗威甦
作詞・作曲：翔、編曲：横浜銀蝿・若草恵
10. 夏色のナンシー / 早見優
作詞：三浦徳子、作曲：筒美京平、編曲：茂木由多加
11. ハートブレイク太陽族 / スターボー
作詞：松本隆、作曲・編曲：細野晴臣
12. ジェームス・ディーンみたいな女の子 / 大沢逸美
作詞：阿木燿子、作曲・編曲：宇崎竜童
13. 俺ら東京さ行ぐだ / 吉幾三
作詞・作曲：吉幾三、編曲：野村豊
14. ラ・セゾン / アン・ルイス
作詞：三浦百恵、作曲：沢田研二、編曲：伊藤銀次
15. 君は1000% / 1986 オメガトライブ　
作詞：有川正沙子、作曲：和泉常寛、編曲：新川博
16. ニューエイジ / 佐野元春
作詞・作曲・編曲：佐野元春
17. 21世紀まで愛して / 水谷麻里
作詞：松本隆、作曲：筒美京平、編曲：船山基紀
18. 冬のオペラグラス / 新田恵利
作詞：秋元康、作曲・編曲：佐藤準
19. バレンタイン・キッス / 国生さゆり with おニャン子クラブ
作詞：秋元康、作曲：瀬井広明、編曲：佐藤準
20. じゃあね / おニャン子クラブ
作詞：秋元康、作曲：高橋研、編曲：佐藤準
21. 春子の夢 (instrumental) / 大友良英
作曲：大友良英

## 外部サイト
- 春子の部屋〜あまちゃん 80's HITS〜 ビクター編 - JVCケンウッド・ビクターエンタテインメント
- 春子の部屋〜あまちゃん 80's HITS〜 ソニーミュージック編 - ソニー・ミュージックマーケティング